# 河北唐山冀东水泥男子篮球俱乐部
河北唐山冀东水泥男子篮球俱乐部,即河北省男篮，由唐山冀东水泥有限公司冠名而成。曾参加各级全国男子篮球联赛，2006年初與唐山清泉合并成河北清泉。